# Crisótemis
Crisótemis era hija de Agamenón y de Clitemnestra, reyes de Micenas. En la Ilíada se mencionan como hermanos suyos a Laódice —cuyo nombre es Electra en la tradición posterior—, Ifianasa —que podría ser idéntica a Ifigenia que aparece en otras fuentes, o bien otra hermana distinta— y Orestes.
Aparece en la tragedia Electra de Sófocles, en la que, aunque condena la acción de su madre de dar muerte a su padre, se muestra sumisa ante ella y no quiere vengarse, a diferencia de su hermana Electra, por temor ante el poder de Clitemnestra y Egisto, su nuevo esposo. También es mencionada en la tragedia Orestes, de Eurípides.